# Țiriac Air
Țiriac Air – rumuńska linia lotnicza z siedzibą w Bukareszcie. Linia specjalizuje się w wykonywaniu lotów dla korporacji i VIP-ów uchodząc za linię oferującą największy prestiż wśród rumuńskich przewoźników. W swojej flocie posiada 4 samoloty i 2 śmigłowce o różnej liczbie miejsc i przystosowanych do wykonywania operacji o najwyższym stopniu standardów bezpieczeństwa i komfortu. 

## Flota
- Śmigłowce:
  - 1 Agusta A109S Grand
  - 1 AgustaWestland AW139
- Samoloty:
  - 1 Gulfstream G200
  - 1 Global 5000
  - 1 Cessna 560 Citation V
  - 1 Airbus A320-214

## Kierunki lotów
- Argentyna:
  - Buenos Aires
- Australia: 
  - Sydney
- Austria: 
  - Wiedeń
- Brazylia: 
  - Rio de Janeiro
- Kuba:
  - Hawana
- Egipt:
  - Hurghada
- Wielka Brytania:
  - Londyn
- Gibraltar:
  - Gibraltar
- Węgry:
  - Budapeszt
- Japonia:
  - Tokio
- Maroko:
  - Marrakesz
- Norwegia:
  - Oslo
- Rumunia
  - Bukareszt
- Rosja
  - Petersburg
- Hiszpania
  - Teneryfa
- Tunezja
  - Tunis
- Stany Zjednoczone
  - Los Angeles
  - Miami
  - Nowy Jork